# مؤسسه معماران آمریکا
موسسه معماران آمریکا (به انگلیسی: American Institute of Architects) مشهور به AIA، بزرگترین سازمان حرفه‌ای معماری در آمریکا است و از ۱۸۵۷ تا کنون در توسعه قوانین و سیاستهای فنی و آموزشی معماری در ایالات متحده آمریکا نقش اساسی ایفا نموده‌است.

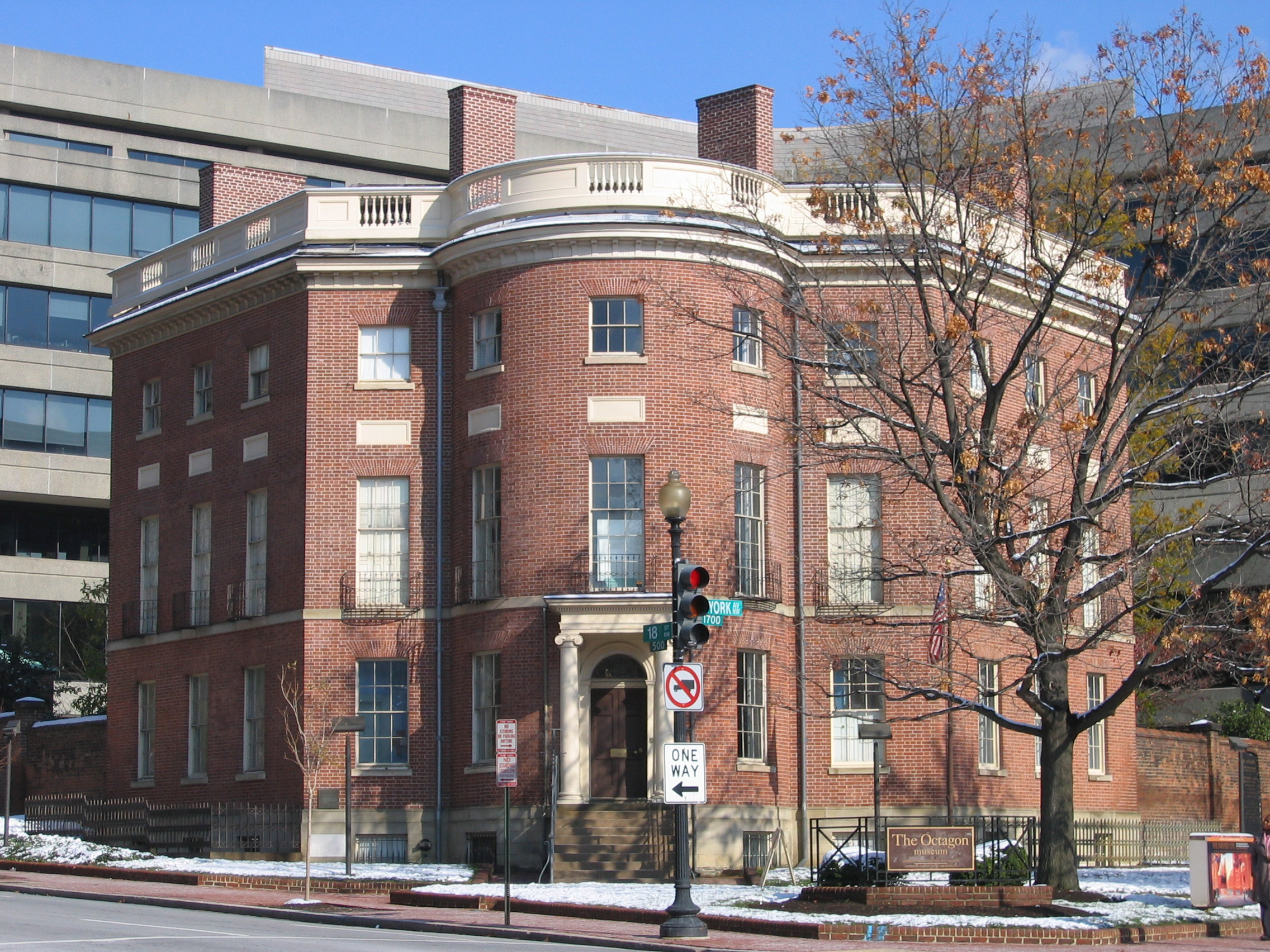

این سازمان نزدیک بیش از ۹۵۰۰۰ عضو دارد و در واشینگتن دی. سی. قرار دارد.